# 尼古拉·萨尔托里
尼古拉·萨尔托里（義大利語：Nicola Sartori，1976年7月17日—），意大利男子赛艇运动员。他曾代表意大利参加2000年夏季奥林匹克运动会赛艇比赛，获得男子双人双桨铜牌。